# آب‌سنگ حلقوی آنت
آب‌سنگ حلقوی آنت آب‌سنگ کوچکی در ساحل غربی جزیره پوناپی در ایالات فدرال میکرونزی است. این آب‌سنگ به همراه آب‌سنگ حلقوی پاکین، جزایر سنیاوین را تشکیل می‌دهند.
نخستین بازدید کننده اروپایی از این آب‌سنگ، کاشف اسپانیایی به نام «آلوارو دی ساودرا» بود که مدت کوتاهی پیش از مرگ خود در ۱۴ سپتامبر ۱۵۲۹ و در تلاش برای بازگشت از تیدور به اسپانیای نو به این مکان وارد شد. پس از آن «پدرو فرناندز دی کیرورس» فرمانده کشتی اسپانیایی «سن جِرونیمو» در ۲۳ دسامبر ۱۵۹۵ از این محل بازدید کرد. فرناندز دی کیرورس، دنباله روی سفرهای اکتشافی «آلوارو دی مندانا دی نیرا» پس از مرگ او بود.

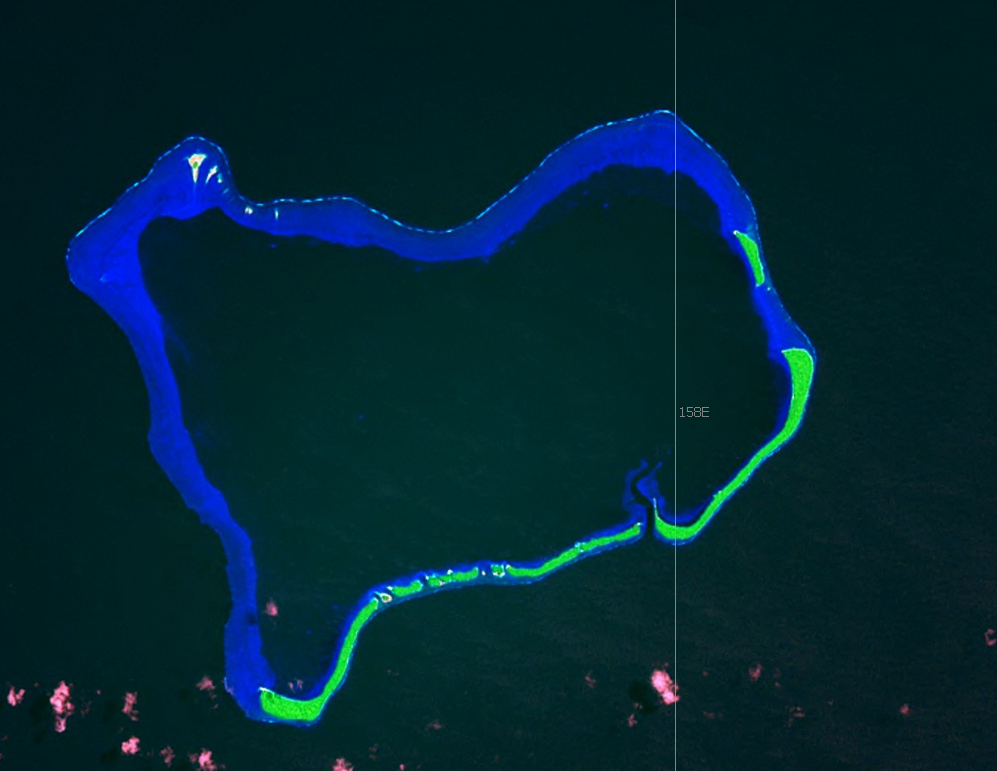
آب‌سنگ حلقوی آنت از دید ماهواره اداره کل ملی هوانوردی و فضا (ناسا)

آنت محل محبوبی برای گردشگری قایق‌رانی و غواصی سطحی است. همچنین مکانی برای چندین گونه پرنده و به ویژه چلچله دریایی سیاه است. در این آب‌سنگ دیگر کسی زندگی نمی‌کند.